# Giganotosaurus
Giganotosaurus is een geslacht van theropode dinosauriërs, behorend tot de Carnosauria, een onderverdeling van Avetheropoda, dat tijdens het late Krijt leefde in het gebied van het huidige Argentinië.
Het eerste fossiel van Giganotosaurus werd in 1987 gevonden. Het geslacht kreeg in 1995 zijn naam, die "Grote sauriër uit het Zuiden" betekent, toen de typesoort Giganotosaurus carolinii benoemd werd. Bij zijn benoeming werd het dier voorgesteld als zijnde groter dan Tyrannosaurus die tot dan toe als het grootste landroofdier aller tijden gold. Onder de bekende exemplaren van Tyrannosaurus zijn enkele langer dan het belangrijkste fossiel dat van Giganotosaurus gevonden is maar gemiddeld zijn ze korter. Langer nog dan deze beide soorten is echter de al in 1912 ontdekte Spinosaurus, maar Spinosaurus woog minder.
Het aantal vondsten van Giganotosaurus is beperkt en het skelet is niet volledig bekend. Vooral van de schedel is het daarom onduidelijk hoe die er precies uitzag, heel lang en plat of juist wat korter en boller zoals bij andere theropoden. De meeste kenmerken kunnen echter wel worden vastgesteld.
Giganotosaurus was een reusachtige roofsauriër die ruim dertien meter lang kon worden en zeven ton zwaar. Zijn voorpoten waren vermoedelijk erg klein. Zijn lange romp werd in evenwicht gehouden door een horizontale staart terwijl hij op zijn achterpoten liep. Ook die waren niet zo groot omdat Giganotosaurus joeg op nogal langzame sauropoden als Andesaurus. Die viel hij aan met zijn zeer grote kop die voorzien was van langwerpige kaken en scherpe tanden om lange snijwonden toe te brengen.

## Vondst en naamgeving
Op 25 juli 1993 werd het eerste skelet van Giganotosaurus door de amateurpaleontoloog Rubén Dario Carolini gevonden, achttien kilometer ten zuiden van Villa El Chocón in de provincie Neuquen, in Patagonië in het zuidwesten van Argentinië. Carolini is de directeur van het gemeentelijk museum van het stadje. Later werd het fossiel uitgegraven door de paleontologen Rodolfo Coria en Leonardo Salgado. De resten waren zo enorm dat ze eerst voor die van een sauropode werden aangezien. De vondst werd in 1994 in de literatuur gemeld.

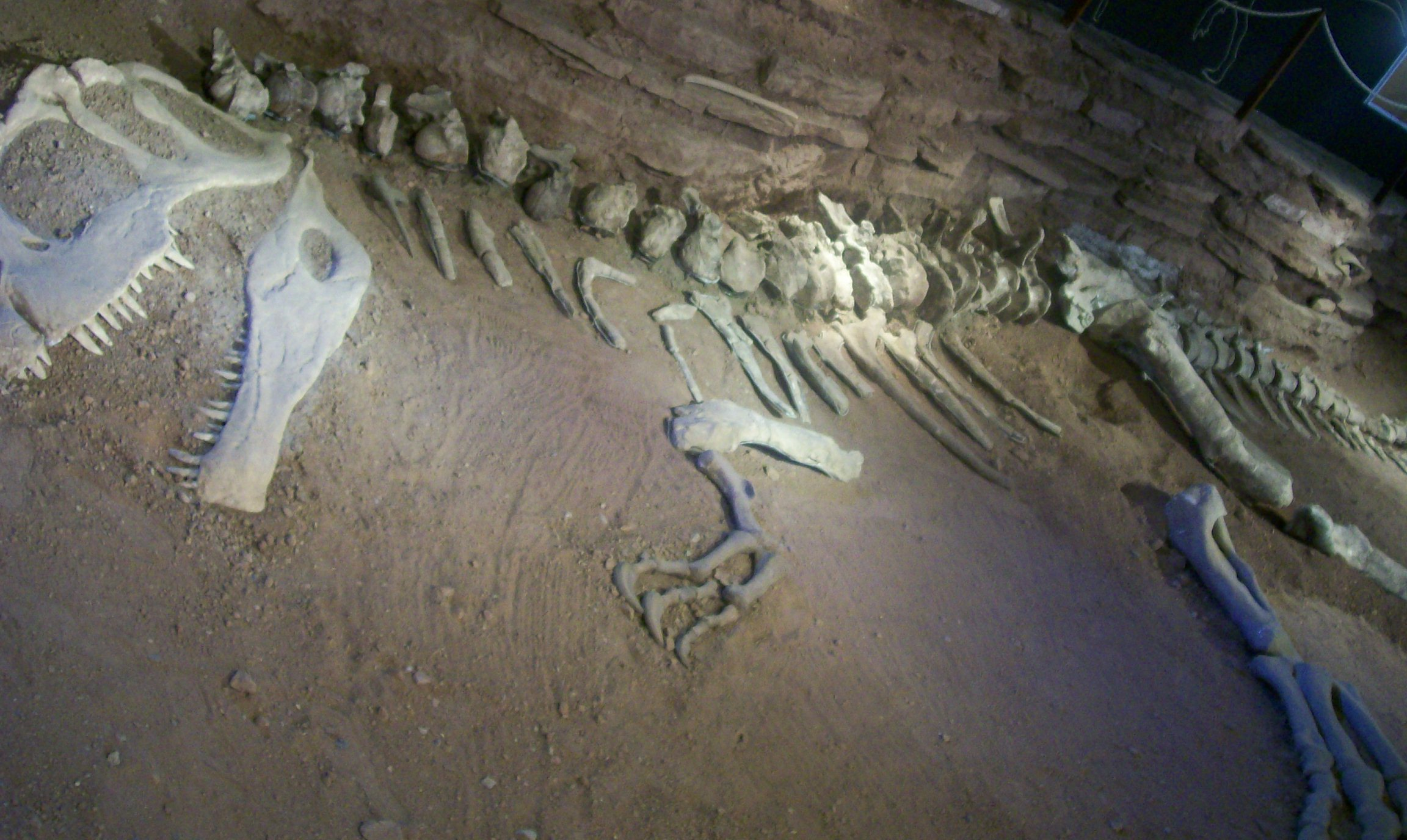
In het museum van El Chocón is de opgraving nagebootst

In september 1995 werd Giganotosaurus door Coria en Salgado benoemd en kort beschreven in een ingezonden brief aan het blad Nature. De geslachtsnaam is afgeleid van het Oudgriekse γίγας, gigas, "gigant", en νότος, notos, "zuidenwind". Vaak treft men de foute interpretatie "Gigantosaurus" aan, maar de echte Gigantosaurus is een sauropode uit Engeland. De soortaanduiding carolinii is een eerbetoon aan de ontdekker.

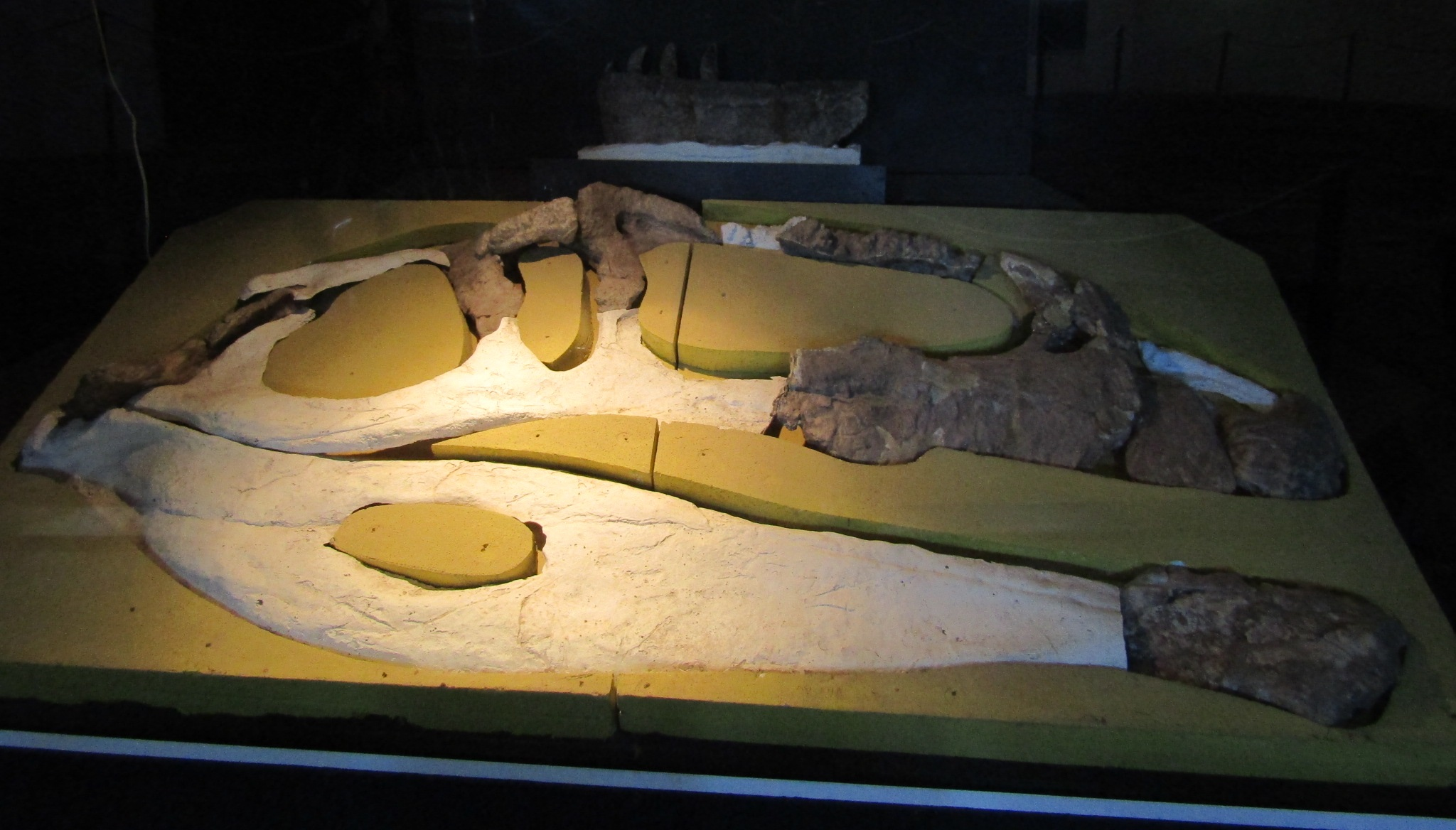
De schedel van het holotype

Het holotype, MUCPv-Ch1, is gevonden in een laag van de Candelerosformatie die dateert uit het vroege Cenomanien, ongeveer 99 miljoen jaar oud. Het bestaat uit een gedeeltelijk skelet met schedel. Bewaard zijn gebleven: een stuk praemaxilla, het bovenkaaksbeen, twee losse maxillaire tanden, een neusbeen, een traanbeen, het os postorbitale, de voorhoofdsbeenderen, de wandbeenderen, de quadrata, de hersenpan, het voorstuk van een onderkaak, een tand uit het dentarium, drie losse tanden van onbekende positie, de draaier, de meeste achterliggende halswervels, het grootste deel van de ruggengraat, borstribben, de eerste staartwervel, de zevende tot en met eenentwintigste staartwervel, twee achterste staartwervels, acht chevrons van de staart, een schouderblad, een ravenbeksbeen, een darmbeen, beide schaambeenderen, beide zitbeenderen, het rechterdijbeen en het grootste deel van de linkerachterpoot. Het skelet lag niet helemaal in verband; de schedel bijvoorbeeld was uiteengevallen en de onderdelen ervan lagen over tien vierkante meter verspreid. Meer dan de helft van de skeletelementen is bekend.
Later zijn verschillende andere fragmentarische vondsten aan de soort toegewezen. In 1999 was dat specimen MUCPv-52, een negen centimeter lange tand, in 1987 door Alejandro Delgado gevonden en daarmee het eerste ontdekte fossiel van de soort. In 2000 werd een eenenzestig centimeter lang stuk linkeronderkaak met tanden beschreven, MUCPv-95. Dit was in 1988 bij Cerro los Candeleros gevonden door Jorge Orlando Calvo en in 1989/1990 in de literatuur vermeld. In 2001 en 2006 werden bij elkaar nog drie tanden gemeld. De fossielen maken deel uit van de collectie van het Museo de la Universidad Nacional del Comahue.
De beschrijving in Nature was zeer summier; een moderne van het hele skelet ontbreekt nog. In 2002 werd door Coria en Philip Currie de hersenpan beschreven. In 2010 publiceerden Ariana Paulina Carabajal en Juan Ignacio Canale een beschrijving van een intern afgietsel van de hersenpan, verkregen door het sediment daaruit te verwijderen.
In 2010 hernoemde Gregory S. Paul de soort tot een Carcharodontosaurus carolinii maar dit heeft geen navolging gevonden.
In 1997 werd een eerste skeletreconstructie van Giganotosaurus tentoongesteld, bestaande uit afgietsels van de botten aangevuld met onderdelen die naar verwante soorten waren gemodelleerd. Verschillende musea stellen tegenwoordig verdere afgietsels tentoon.

## Beschrijving

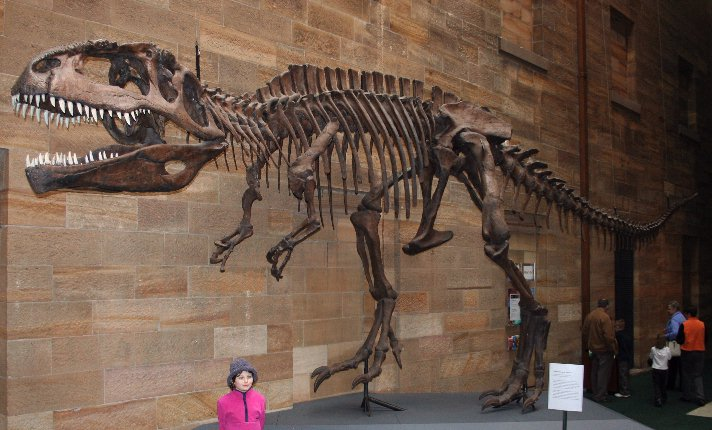
Skeletmodel van Giganotosaurus in het Australian Museum te Sydney

### Algemene bouw en onderscheidende kenmerken
De Giganotosaurus is een tweevoetig roofdier, waarvan de romp in evenwicht gehouden wordt door de staart. Schedel en romp zijn lang, zowel de voorpoten als achterpoten zijn tamelijk kort. De kop was groot in verhouding tot het lichaam zelf. Het dier heeft vermoedelijk een lage kam op de rug.
De oorspronkelijke beschrijvers gaven ten dele vrij vage onderscheidende kenmerken, zoals het bezit van een lage langwerpige schedel, een verkorte schoudergordel en robuuste wervels en achterste ledematen. Meer gedetailleerd waren de volgende eigenschappen: een hoog bovenkaaksbeen met een parallel lopende boven- en onderrand; een uitgehold raakvlak boven de oogkas tussen het traanbeen en het postorbitale; twee pneumatische openingen aan de binnenkant van het quadratum; de voorste vergroeiing van de onderkaken is van boven naar beneden verbreed, met een onderste uitsteeksel; het onderste uiteinde van het schouderblad is verticaal gericht; het uitsteeksel aan de voorrand van het zitbeen, de processus obturatorius, is lobvormig; de kop van het dijbeen steekt schuin naar boven toe; aan de achterste onderkant van het scheenbeen bevindt zich een groeve tussen de gewrichtsknobbels. In 2012 concludeerde een studie dat door nieuwe vondsten bij verwante soorten alleen nog de pneumatische openingen in het quadratum als uniek konden worden beschouwd.
De beschrijving van de hersenpan leverde in 2002 nog eens vier specifieke unieke details op, autapomorfieën die bewijzen dat het een uniek taxon betreft. Aan de bovenzijde van het achterhoofd bereikt het bot daar, het supraoccipitale, driemaal de breedte van het achterhoofdsgat. Dit supraoccipitale heeft aan beide zijden van het achterhoofdsgat een neerhangende plaatvormige uitloper die de condylus occipitalis bereikt, de knobbel die de verbinding vormt met de nek. Deze condylus occipitalis is veel breder dan hoog. De condylus occipitalis heeft aan de onderkant de gebruikelijke uitholling; uniek is dat het gewrichtsvlak met de nek, onderaan naar voren doorloopt in twee smallere vlakken, links en rechts van de uitholling.
Fernando Emilio Novas suggereerde in 2009 nog een autapomorfie: het traanbeen zou een uitzonderlijk korte neergaande tak hebben zodat het raakvlak met het jukbeen uniek hoog in de voorste rand van de oogkas zou liggen
De studie uit 2010 naar de hersenen leverde nog twee afwijkende kenmerken op: de twaalfde hersenzenuw heeft maar één tak en de elfde hersenzenuw heeft een aparte uitgang die niet gedeeld wordt met de tiende, de nervus vagus.

### Grootte

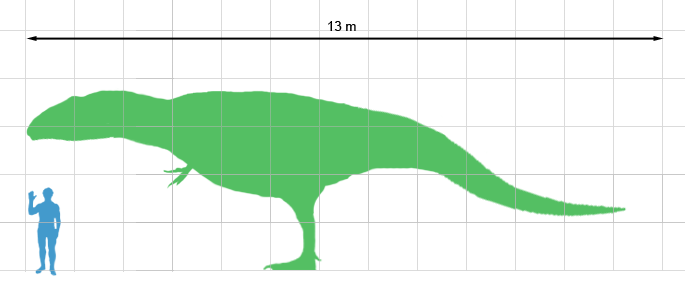
Giganotosaurus in grootte vergeleken met een mens

Giganotosaurus is een gigantische theropode. Bij de beschrijvingen is altijd sterk de klemtoon gelegd op de grootte van het dier. Coria & Salgado claimden in 1995 een lichaamslengte van 12,5 meter en een gewicht van zes à acht ton; ze stelden dat de soort daarmee groter was dan Tyrannosaurus. De schedellengte schatten ze in 1995 op 153 centimeter, maar de lengte van de kop als geheel, inclusief onderkaken, zou volgens een aansluitend artikel uit 1996 ongeveer honderdtachtig centimeter lang geweest zijn — wat een schedellengte van circa 172 centimeter oplevert. Het verschil werd voornamelijk veroorzaakt door een hogere schatting van de lengte van het bovenkaaksbeen die op tweeënnegentig centimeter gebracht werd. Het specimen MUCPv-95 wees volgens de beschrijving uit 1998 op een koplengte van 195 centimeter waaruit een lichaamslengte van 13,5 meter geëxtrapoleerd werd. G.S. Paul schatte in 2010 de maximumlengte overeenkomstig op dertien à veertien meter, het gewicht op zeven à acht ton. In 2022 werd, in het kader van de beschrijving van Meraxes, de lengte opnieuw geschat, op 1634 millimeter.
In 2004 probeerden Gerardo Mazzetta en Per Christiansen het gewicht van het holotype te berekenen door extrapolatie van skeletelementen van een reeks van andere carnosauriërs. Ze merkten dat de uitkomsten sterk afhingen van de keuze van het bot en varieerden van 2369 tot 10.709 kilogram, met een gemiddelde van 6604 kilogram als de zes meest extreme waarden buiten beschouwing werden gelaten. Een geheel andere benaderingswijze hanteerden in 2007 François Therrien en Donald Henderson die ervan uitgingen dat bij theropoden de schedellengte sneller toenam dan de lichaamslengte en het lichaamsgewicht nog weer sneller toenam dan de schedellengte. Voor een giganotosaurus van dertien meter lengte en een schedellengte van 195 centimeter leverde dat een gewichtsschatting op van veertien ton. Hierbij werd er echter niet gecompenseerd voor het feit dat de schedel van Giganotosaurus relatief erg lang is, ook voor een theropode van dertien meter.
De stelling dat Giganotosaurus met een lengte van tegen de veertien meter groter zou zijn dan Tyrannosaurus liet een levendig debat ontbranden omdat die laatste gezien werd als houder van de titel "grootste landroofdier aller tijden". Dat de al in 1915 benoemde Spinosaurus veel groter is dan beide, was men zich in 1995 niet bewust. De geschatte lengte van MUCPv-95, 13,5 meter, is op zich minder dan de omvang die uit de grootste fragmenten van Tyrannosaurus geëxtrapoleerd kan worden, welke wijzen op een lengte van ruim veertien meter. Van Tyrannosaurus zijn echter vele tientallen skeletten bekend en hun gemiddelde lengte ligt onder de twaalf meter. Dat de twee exemplaren van Giganotosaurus daar anderhalve meter boven zitten, is een teken dat de populatie als geheel wat forser van postuur was; dat is waarschijnlijker dan dat dit op toeval berust.

### IsGiganotosaurusde grootste theropode?

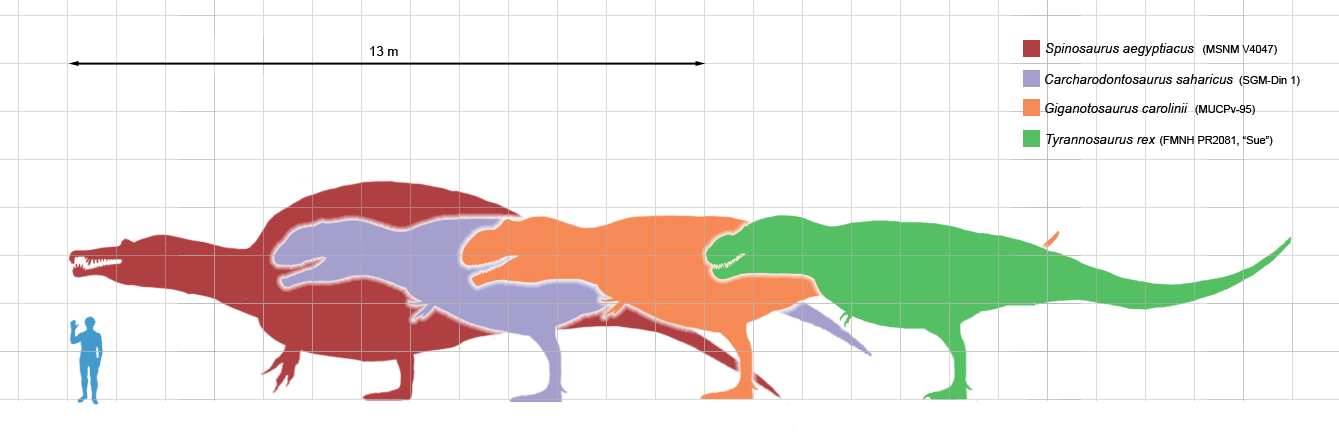
Verschillende grote theropoden in vergelijking, met Giganotosaurus in het oranje

Het van de troon stoten van Tyrannosaurus door Giganotosaurus heeft ertoe geleid dat ook voor volgende theropoden vaak geclaimd werd dat deze groter zouden zijn, bijvoorbeeld bij Mapusaurus werd dit al aangekondigd toen de fossielen nog niet geborgen waren. Uiteindelijk bleek nooit een theropode langer dan Giganotosaurus gevonden te zijn, met mogelijke uitzondering van Deltadromeus. Wel werd duidelijk dat de al veel eerder bekende Spinosaurus de echte recordhouder was. Michael Mortimer heeft dit vraagstuk nauwkeurig bestudeerd; hier een lijst van grootste theropoden voorzien van zijn schatting in 2010 van de lengte van de grootste bekende exemplaren:
- Acrocanthosaurus — 11,5 meter
- Chilantaisaurus tashuikouensis — 11 tot 12 meter; schatting 2003
- Allosaurus — 12,1 meter; schatting 2003 voor AMNH 5767, oorspronkelijk als Epanterias benoemd
- Tyrannotitan — 12,2 meter
- Tarbosaurus — 12,4 meter
- Mapusaurus — 12,6 meter
- Carcharodontosaurus — 12,79 meter
- Giganotosaurus — 13,2 meter
- Deltadromeus — 13,3 meter
- Tyrannosaurus — 14,1 meter
- Spinosaurus — 17 meter

In bovenstaande lijst zijn enkele vanwege de onzekerheid over hun algemene bouw problematische reuzenvormen, zoals Becklespinax, Deinocheirus en Therizinosaurus, niet opgenomen.

### Skelet

#### Schedel

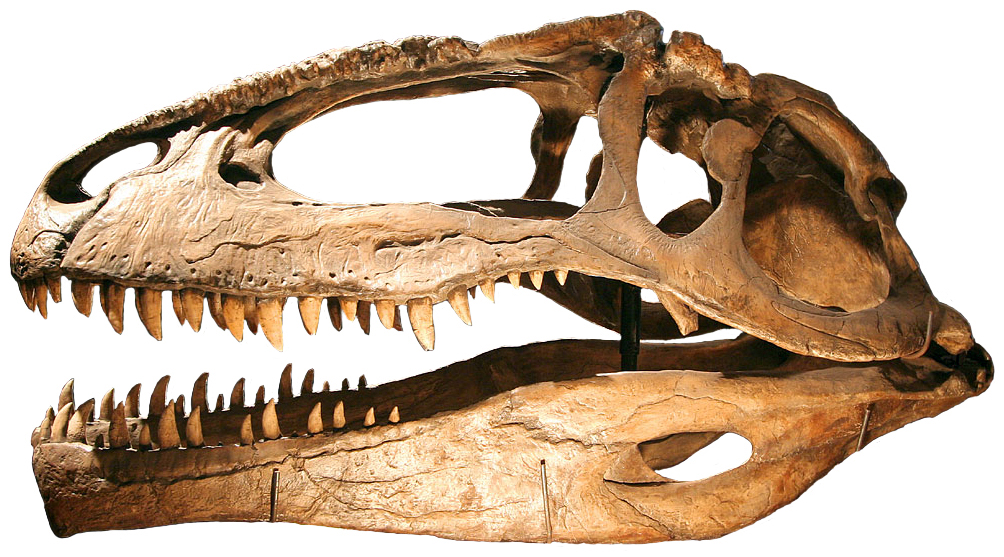
Een reconstructie van de schedel

De precieze vorm van de schedel van Giganotosaurus is lastig te bepalen. Het voorste deel van de snuit, gevormd door de praemaxillae, is onbekend. In de reconstructie heeft men de curve van het neusbeen voortgezet en is men wat de breedte betreft afgegaan op de wel bekende vorm van de voorkant van de onderkaak. Dat leverde een vrij spitse en iets verbrede snuit op. De achter de praemaxilla gelegen maxilla of bovenkaaksbeen is wel bekend en heeft de aanzienlijke lengte van tweeënnegentig centimeter. De maxilla is nogal hoog en draagt ongeveer vijftien tanden. Het precieze aantal is onbekend; in de schedelreconstructie heeft men een lange tand geplaatst op het punt waar de maxilla achteraan naar boven buigt en deze achterste tak nog van een rijtje kleinere tanden voorzien. Het aantal tanden in de praemaxilla bedraagt vermoedelijk vier. De langste gevonden maxillaire tand heeft een kroon die 102 millimeter lang is en een ovale doorsnede heeft, aan de basis 39,5 millimeter lang en 22 millimeter breed. Dat maakt de tandkroon relatief langwerpig. Beide snijranden van de tanden zijn gekarteld met negen tot twaalf vertandingen per vijf millimeter. Deze kleine denticula zijn bovenop sterk afgeplat zodat ze een liggend rechthoekig profiel krijgen.

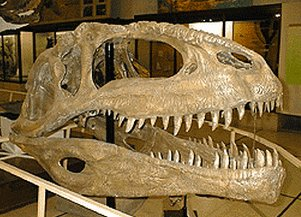
Het afgietsel van de rechterzijde bezien

Het achter de maxilla gelegen jukbeen is niet teruggevonden en evenmin het daar weer achter liggende quadratojugale. Dat levert een volgende moeilijkheid op bij de reconstructie van de schedel. De lengte daarvan is bepaald door het bovenkaaksbeen aan de neusbeenderen te passen en deze weer aan het schedeldak. Of dat correct gebeurd is, kan zonder jukbeen niet gecontroleerd worden door te kijken of de maxilla wel juist bij de achterzijde van de schedel aansluit. Ook betekent het dat de precieze omvang van de drie grootste schedelopeningen, de fenestra antorbitalis, de oogkas en het onderste slaapvenster niet vastgesteld kan worden, terwijl die bepalend zijn voor de algehele schedelvorm. De vorm van het neusgat is ook al onbekend doordat de praemaxilla ontbreekt. Deze problemen hebben een zekere twijfel doen ontstaan ten aanzien van de lengteschattingen. Bij het holotype is de lengte van de schedel geschat op honderdtachtig centimeter; die van MUCPv-95 is door extrapolatie 8% langer geschat, wat op honderdvijfennegentig centimeter zou uitkomen. Daarmee heeft Giganotosaurus de langste schedel onder de bekende theropoden met mogelijke uitzondering van Spinosaurus. De langste gevonden schedel van Tyrannosaurus meet honderdzestig centimeter; Giganotosaurus heeft zo een kop die absoluut gezien groter is, maar ook relatief groter ten opzichte van het lichaam. Paul suggereerde in 2010 dat de reconstructie de lengte een flink stuk overdreven heeft, vooral door de achterste bovenkant te sterk naar beneden te laten hellen. De kop zou in feite aan de achterkant rechter en korter zijn, aan de voorkant boller en hoger. Deze conclusies werden vooral wat de snuit betreft gedeeld door een studie van Matthew Carrano e.a. uit 2012, die stelden dat de kop vermoedelijk niet langer was dan die van Tyrannosaurus en zelfs korter dan de oorspronkelijke schatting van 153 centimeter. Coria zelf herzag zijn schatting al in 2002 tot 160 centimeter.
De neusbeenderen hebben aan hun buitenste zijrand een sterk verruwd oppervlak. Dergelijke verruwingen zijn een teken dat grote schubben van de huid vrijwel direct op het bot verankerd waren en een hoog uitstekende ornamentering op de achterste snuit vormden. Dergelijke structuren dienden wellicht als signaal of werden gebruikt om rivalen te rammen bij gevechten binnen de soort. Overeenkomstig heeft het achterliggende traanbeen schuin vóór het oog een afgerond maar verruwd hoger uitsteeksel of hoorntje met dezelfde mogelijke functie. De afgeronde vorm is typisch voor de Allosauroidea waartoe Giganotosaurus behoort. De neergaande tak van het traanbeen is zoals bewaard opvallend kort maar door het ontbreken van het jukbeen blijft de mogelijkheid bestaan dat dit een artefact is van de conservering. Achter het traanbeen is er een niet-versmolten prefrontale dat weer uitloopt in het postorbitale; beide beenderen zetten bovenop de verruwingen verder. De neusbeenderen raken met hun achterkant de verdikte randen van de voorhoofdsbeenderen die het voorste deel van het schedeldak vormen. Dit deel is kort met een bewaarde lengte van twintig centimeter maar ook breed: vooraan 244 millimeter, tussen de hoorntjes 211 millimeter. De voorhoofdsbeenderen zijn vrijwel naadloos versmolten en vormen een zware beenplaat met een wanddikte van 31,5 millimeter, wat naar de beennaad met de prefrontalia nog verdikt naar 67,5 millimeter. Achteraan lopen de frontalia weer vrijwel naadloos over in de vooraan opvallend korte wandbeenderen. Het schedeldak vormt zo in wezen een enkel element dat bovenop erg glad is. Een middenrichel, zoals de meeste basale theropoden hebben, en die dient als aanhechting voor de schedelspieren aan beide zijden ontbreekt. In plaats daarvan zijn die spieren per zijde apart aangehecht aan de buitenste randen van de wandbeenderen die daartoe speciaal zijdelings uitsteken en verdikt zijn. Ze overhangen zo de bovenste slaapvensters waardoor vanuit de binnenkant van de schedel dikke sluitspieren van de kaken omhoog komen. Deze openingen zijn daarbij bijzonder kort, slechts vier centimeter in de lengterichting, maar langwerpig overdwars en liggen niet in grotere uithollingen waaraan normaliter spierkapsels verbonden zijn; van voor en achteren worden ze omvat door hoge uitlopers van het schedeldak.

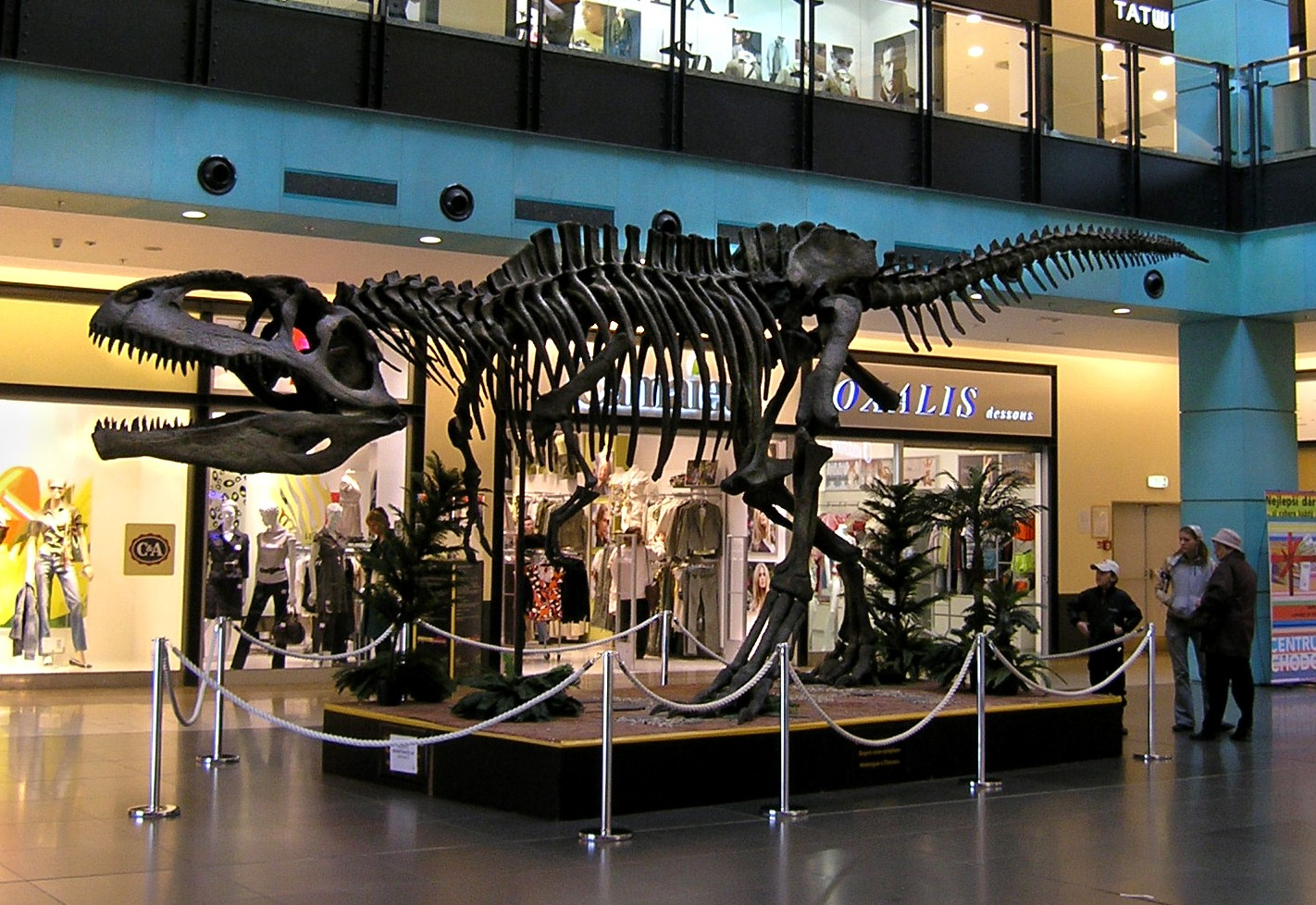
Liep Giganotosaurus steeds met de neus in de lucht?

Achteraan lopen de wandbeenderen vrij scherp over in het achterhoofd maar er staat op deze overgang geen hoge dwarskam als aanhechting voor de nekspieren zoals bij veel grote theropoden wel het geval is; slechts een vlakke verheffing is zichtbaar. Giganotosaurus mist dus de zware "bulldognek" van de Tyrannosauridae en de hele hals was wellicht niet bijzonder zwaar gespierd. Van achteren bezien is het profiel van het achterhoofd bovenaan niet verbreed of hoekig maar bol afgerond. Aan de zijkanten strekken de onderste uitlopers van de wandbeenderen zich ver over het achterhoofd uit en omsluiten een vrij vlak, breed en hoog opstaand supraoccipitale in het midden. Rond het cirkelvormige achterhoofdsgat, het 41 millimeter hoge en 38,5 millemeter brede foramen magnum waarvan het een belangrijk deel van de rand vormt, loopt het supraoccipitale uit in twee neerhangende uitsteeksels, de processus paroccipitales. Doordat de schedel zo laag gereconstrueerd is, hellen deze sterk naar voren wat de onderkant van eenenveertig centimeter lange quadrata, die de hoeken tussen het achterhoofd en de zijkanten van de schedel vormen, en daarmee de kaakgewrichten ver naar achteren brengt, vijf centimeter voorbij de condylus occipitalis, de verbinding met de halswervels. Als de articulatie tussen deze knobbel en de nek normaal was in relatie tot het vlak van het achterhoofd, zou de hellingshoek ook de hele schedel oprichten zodat Giganotosaurus meestal met een opgeheven kin rondgelopen zou hebben. De stand van de quadrata zou ook extreem grote onderste slaapvensters gecreëerd hebben. Het zijn deze eigenaardigheden die Paul tot de conclusie brachten dat de schedelreconstructie foutief moest zijn. Deze reconstructie was echter sterk bepaald door het feit dat de condylus occipitalis nogal naar beneden afhangt en zijn gewrichtsvlak met de nek zich tot over zijn onderkant doorzet. Dat zou ter compensatie van het naar voren hellend achterhoofd zijn geweest en de kop weer naar beneden gericht hebben. Aan de andere kant kan dat afhangen ook veroorzaakt zijn door compressie van het fossiel in de aardlagen. Welk model correct is, kan niet aan de hand van de onderkaken worden gecontroleerd doordat daarvan de achterkanten ontbreken.

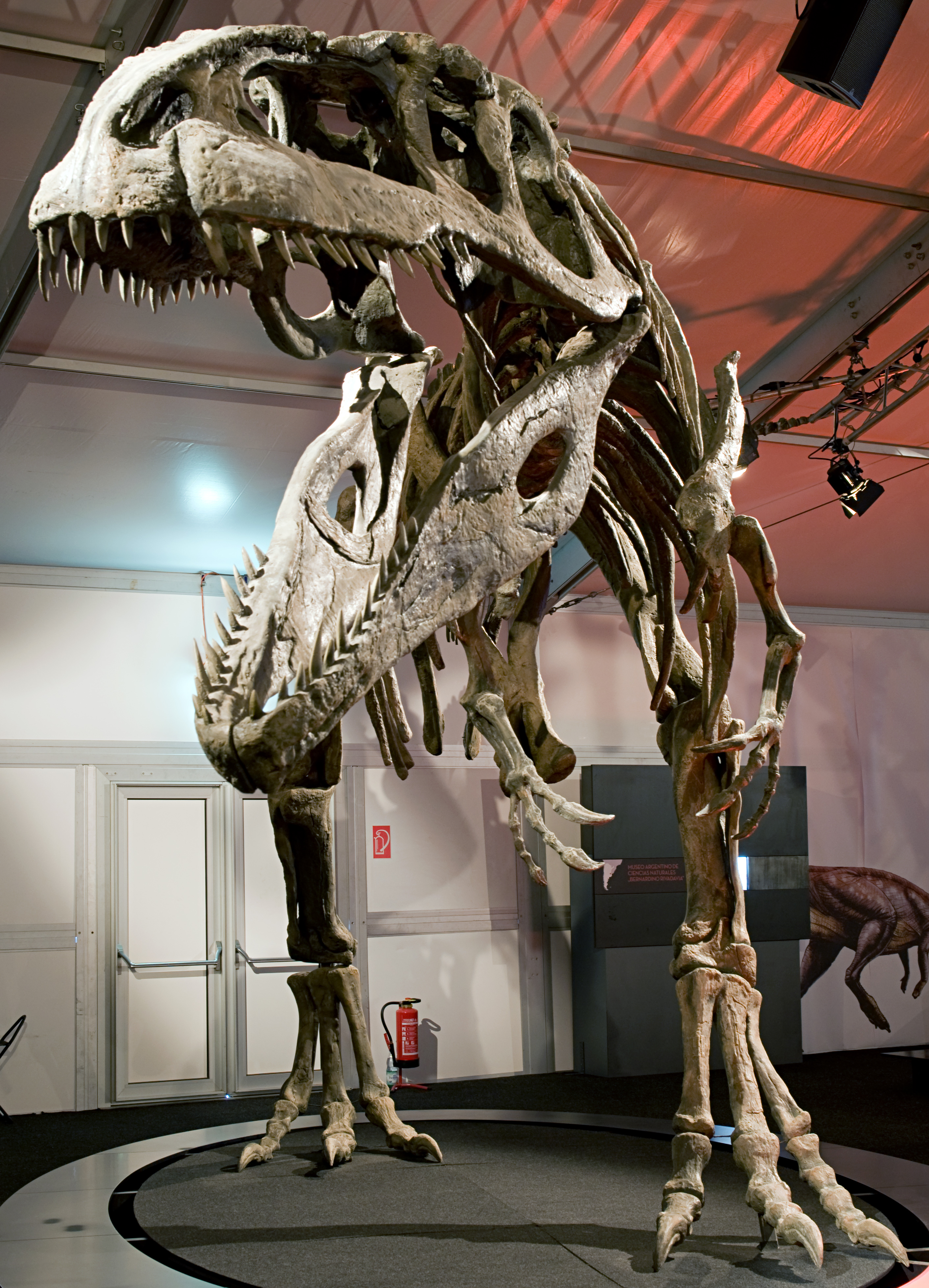
De onderkaken hebben een gemeenschappelijke voorkant die erg recht en hoog is

De condylus occipitalis is op zich een grote structuur, met een breedte van 119 en een hoogte van 82,5 millimeter. De nek ervan versmalt tot 88 millimeter. Hoewel het supraoccipitale ver naar beneden doorloopt, wordt de bovenzijde van de condylus gevormd door de exoccipitalia. De knobbel is aan de onderkant C-vormig uitgehold; de randen van de uitholling worden versterkt door richels in de lengterichting; zulke richels zijn er ook aan de zijkanten en er loopt een richel bovenop. Uithollingen tussen de bovenste richel en de zijrichels lopen over in verlagingen van het oppervlak van de exoccipitalia en in inkepingen in de binnenste bases van de processus paroccipitales. In al deze uithollingen samen lag vermoedelijk de achterkant van een luchtzak want de zone grenst van voren aan de fenestra ovalis, de verdieping aan de zijkant van de hersenpan waarin de openingen voor het middenoor zich bevinden en waar men dus luchtholten zou verwachten. Vanuit het middenoor stak vermoedelijk door de opening de rechte stapes schuin naar achteren richting trommelvlies maar dit kwetsbare element is niet teruggevonden. Onderaan loopt het hellende achterhoofd uit in de onderkant van de hersenpan. Die ligt door die helling opvallend horizontaal; andere theropoden hebben een brein dat van voor naar achteren meer schuin oploopt. De herseninhoud is met behulp van een CAT-scan geschat op 275 cm³. De precieze structuur van onderzijde van de hersenpan is door beschadigingen niet goed meer vaststelbaar. Het fossiel laat door een breuk aan de voorkant echter wel goed de indeling overdwars van de binnenste schedel zien. Zo wordt ook zichtbaar dat er zich een verbeend tussenschot tussen de oogkassen bevindt, het septum interorbitale dat bovenaan zeer dik is: 39,5 millimeter. Ook is er een verbeend sfenethmoïde dat de voorste reukkwabben aan de zijkanten en middenin omvat. Bij de meeste theropoden blijven deze structuren week in de vorm van kraakbeen.

#### Onderkaken
Van de onderkaken is alleen de voorkant bekend bestaande uit het dentarium, het tanddragend bot en zelfs daarvan is maar de helft aanwezig. De bouw bij de beide specimina, het holotype en MUCPv-95, verschil nauwelijks; ze onderscheiden zich voornamelijk in grootte. Bij de reconstructie van de kop heeft men de onderkaak sterk naar achteren verlengd om hem bij de lang gereconstrueerde schedel te laten passen. De hoogte van het achterdeel werd juist gering ingeschat.
De buiging van de onderkaken vooraan suggereert een vrij brede bek. De onderkaken zijn vooraan erg hoog; aan hun voorkant vormen ze een opvallende "kin", waarvan de verticale lengte bij MUCPv-95 achttien centimeter bedraagt. Giganotosaurus heeft daarmee de meest extreme lengte-hoogteverhouding van de symfyse, de onderkakenvergroeiing, van alle bekende theropoden. Meer naar achteren neemt de hoogte eerst af door een holle onderrand; het smalste punt heeft een verticale lengte van veertien centimeter. De buitenzijde bolt ligt van boven naar beneden. Deze is voorzien van een rij kleine aderopeningen die parallel loopt aan de kaakrand. Vooraan, boven de "kin", staan er nog twee lagere rijen. Het bot op de kin is zeer ruw, wat duidt op zwaardere schubben of zelfs een doorlopende ondersnavel. De binnenzijde toont een overeenkomende bovenste rij openingen. Daaronder bevindt zich een lengtegroeve, de fossa Meckeliana; bij MUCPv-95, maar niet bij het holotype, draait die groeve vooraan naar beneden in de punt van de "kin". De bovenkant van de kaak is vrij vlak vooral vooraan bij de samengroeiing met de tegenoverliggende onderkaak.
Bij het holotype zijn dertien tandkassen bewaard gebleven, MUCPv-95 toont vijftien tandkassen. Dit laatste aantal zou het totaal van het dentarium kunnen vertegenwoordigen wat het totaal voor de kop als geheel, als de reconstructie van de schedel op dit punt correct is, op achtenzeventig brengt. De tanden van de onderkaak nemen naar achteren slechts geleidelijk in grootte af; de meeste hebben een tandbasislengte van ongeveer drieënhalve centimeter, alleen de achterste een van tweeënhalve centimeter. Hun doorsnede is ovaal. Naar voren toe draaien ze sterk naar buiten, zodat de voorste, mesiale, snijrand meer naar de buitenzijde van de kaak gericht is en de achterste, distale, snijrand verwarrend genoeg naar binnenzijde. De tanden zijn aan de binnenkant versterkt door interdentaalplaten.

#### Postcrania

##### Wervelkolom
De delen achter de schedel, de postcrania, zijn bij Giganotosaurus vrij slecht beschreven; Novas geeft nog wat details. De wervelkolom bestaat vermoedelijk uit tien halswervels, vijftien ruggenwervels, zes sacrale wervels en ruim een veertigtal staartwervels. De nek is kort maar stevig met hoge wervellichamen; de doornuitsteeksels zijn echter laag wat weer een teken is dat de nekspieren niet extreem ontwikkeld zijn. De halswervels zijn opisthocoel: van voren bol en van achteren hol. De wervelbogen zijn kort en lijken ingesnoerd doordat ze uitlopen in hoge bladvormige voorste en achterste gewrichtsuitsteeksels. De nekribben zijn aan hun basis vrij dik. De nek is nogal recht, zonder een sterke S-vorm. Dat past slecht bij de hypothese dat het achterhoofd extreem naar voren helde want zo'n S-vorm had dat kunnen compenseren door de schedel meer naar beneden te richten.
De ruggenwervels liggen in een rechte lijn, zonder een gewelfde boog te vormen zoals bij Tyrannosaurus. Ze hebben brede wervellichamen die bekroond worden door hoge doornuitsteeksels. Vooral die laatste doen de omvang ervan flink toenemen: bij de hoogste wervel, vermoedelijk de achtste, is het wervellichaam vijftien centimeter breed maar heeft de wervel als geheel inclusief de omhoogstekende spina een verticale lengte van drieënzestig centimeter. Volgens Novas is het dus niet verwonderlijk dat Carolini dacht met een sauropode van doen te hebben. Bij de skeletreconstructie laat men de rechthoekige doornuitsteeksels een hoge doorlopende kam vormen. De processus spinosi worden van voor naar achteren steeds breder tot en met de vijfde ruggenwervel. Bij de vier eerste wervels neemt de hoogte naar voren geleidelijk af, maar niet de breedte, tot de laatste halswervel bereikt wordt. Deze uitzonderlijke bouw is echter niet zeker; in feite is alleen van de achtste wervel het doornuitsteeksel bewaard gebleven; de breedte van de voorliggende processus spinosi werd afgeleid van hun afgebroken bases en hun hoogte is grotendeels speculatief. Als de kam echt bestaan heeft, zijn er twee belangrijke functie mogelijk: de kam zou boven de rug uitgestoken kunnen hebben als visueel signaal maar hij zou ook gediend kunnen hebben om met sterke peesverbindingen de op zich rechte ruggengraat voor doorzakken te behoeden. De textuur van de processus spinosi wijst sterk op de signaalfunctie. Het oppervlak van de doornuitsteeksels is tamelijk glad en iets uitgehold, zonder de littekens die peesaanhechtingen zouden veroorzaken. De speciale vorm van de processus spinosi kan vanuit beide functies verklaard worden. Hun voor- en achterranden zijn diep ingekerfd zodat ze een H-vormige doorsnede hebben. Tussen de kerven kan hecht verbindend weefsel gelopen hebben maar ze kunnen ook de bases geweest zijn van hoge rugstekels van hoornstof. Sommige sauropoden hebben doornuitsteeksels met een gelijkende doorsnede. De voorste gewrichtsuitsteeksels van de wervels hebben als eigenaardigheid dat ze een elliptische uitholling op hun bovenoppervlak hebben.
De staart is matig lang, relatief vermoedelijk niet veel langer dan bij Tyrannosaurus. De staartbasis was zwaar gespierd, getuige lange onderste uitsteeksels, de chevrons. De doornuitsteeksels van de staart zijn daarentegen kort. De staartwervels hebben geen pleurocoelen, pneumatische uithollingen, op hun zijkanten maar soms wel twee kleine pneumatische foramina, openingen voor de uitlopers van de luchtzakken.

##### Ledematen

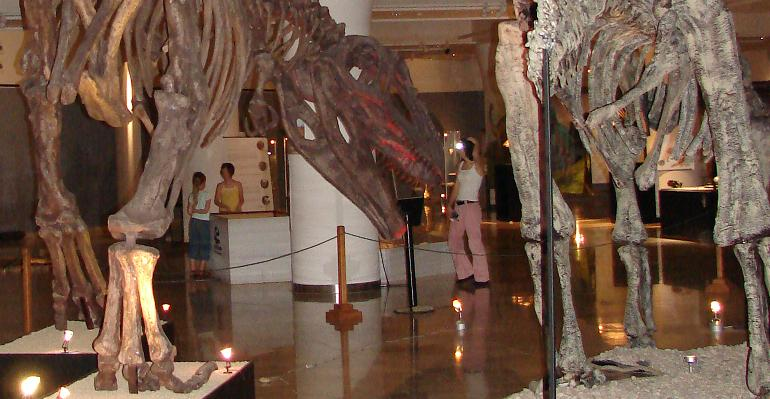
De middenvoetsbeenderen van Giganotosaurus staan onderaan iets gespreid

De schoudergordel van Giganotosaurus is eigenaardig gevormd. Het schouderblad is niet de elegante gebogen structuur die meeste theropoden kenmerkt maar vormt een lompe rechte balk waarvan het onderste deel iets naar voren wijst om met een plotse knik over te gaan in een juist wat naar achteren gericht gedeelte waarop na vijftien centimeter weer een knik volgt die het blad meer naar boven richt. Het schouderblad is kort, slechts 727 millimeter lang, maar overdwars zeer dik: zes centimeter direct boven het schoudergewricht terwijl het slechts elf centimeter breed is. Het blad toont gereduceerde aanhechtingsvlakken voor de spieren; voor bovenaan is het uitsteeksel, de processus acromiacus, maar zwak gevormd. Aan de onderkant van het schouderblad bevindt zich een zeer klein hartvormig ravenbeksbeen met slechts een lage verheffing als aanhechting voor de musculus biceps brachii van de bovenarm. Paul heeft het korte schouderblad als een aanwijzing gezien dat de voorste romp vrij ondiep is. Als het, zoals gebruikelijk, met het bovenuiteinde de ruggengraat ter hoogte van de ribgewrichten raakte, moet het blad tamelijk verticaal gestaan hebben onder een hoek van zo'n 70°; de normaal bij basale theropoden aangenomen hoek van 45-60° zou het schoudergewricht in de nek gebracht hebben.
De voorpoten zijn onbekend. Uit het feit dat het schoudergewricht erg klein is — het ligt grotendeels op de achterrand van het schouderblad doordat het normale ondervlak op het ravenbeksbeen fors gekrompen is — heeft men afgeleid dat het opperarmbeen sterk gereduceerd moet zijn geweest. Overeenkomstig reconstrueerde men de onderarm kort. Het skeletmodel werd uitgerust met drie vingers in de hand omdat verwanten die ook hebben. Hoe sterk de feitelijke reductie van onderarm en hand was door onderontwikkeling of verlies van de verschillende skeletelementen, kan niet worden nagegaan; het is mogelijk dat in het echt slechts rudimentaire stompjes overbleven.
Het bekken van Giganotosaurus is een grote structuur maar niet zeer robuust gebouwd. Het darmbeen is met 154 centimeter matig lang en niet zeer hoog wat duidt op een vrij zwakke musculatuur van de achterpoot. Het blad is vooraan en achteraan recht afgeschuind. Het schaambeen heeft een lengte van 111 centimeter en staat bijna verticaal omlaag. Het loopt uit in een "voet" waarvan het kortere voorste uitsteeksel door de verticale stand sterk afhangt. De buikholte wordt hierdoor verdiept wat in combinatie met de ondiepe voorste borstkas de romp als geheel ondanks de grote lengte in zijaanzicht een wigvorm geeft. De gebruikelijke inkeping achter in de basis van het schaambeen loopt uit in een klein foramen in de vorm van een liggende ovale opening. Het zitbeen of os ischii is lang, 120 centimeter, en recht. Het is slank gebouwd met een sterk versmalde middenschacht die onderaan geleidelijk uitloopt in een peddelvormige verbreding. Deze vorm van het zitbeen is uniek onder de theropoden.
Het dijbeen is matig lang met 143 centimeter. Het is krachtig gebouwd maar met een minimale schachtomtrek van tweeënvijftig centimeter toch minder robuust als bij even grote exemplaren van Tyrannosaurus. De kop van het dijbeen is extra naar voren en omhoog gericht. Dat gaf de achterpoten een iets sterkere spreidstand. Meet men de schachtlengte van het dijbeen in zijaanzicht, dan komt dit slechts uit op 136 centimeter. Het onderbeen is duidelijk korter dan het bovenbeen: het scheenbeen heeft een lengte van 112 centimeter, het kuitbeen van 835 millimeter. Ook de middenvoet is vrij kort en breed; de middenvoetsbeenderen staan daarbij onderaan iets uiteen.

### Weke delen

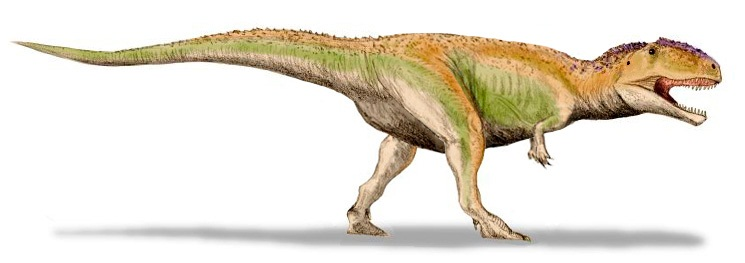
Mogelijk zag het levende dier er zo uit

Van de weke delen van Giganotosaurus is weinig bekend. De fossielen omvatten geen huidafdrukken of resten van zachte organen. De verruwingen op de snuit en het schedeldak wijzen op hoornstructuren die fel gekleurd kunnen zijn geweest. De bouw van de wervels doet een kam van hoornstekels vermoeden. De musculatuur is niet extreem zwaar. De beenderen zijn niet sterk gepneumatiseerd maar de foramina pneumatica in de voorste staartwervels zijn een teken dat een volledig systeem van luchtzakken aanwezig was, behalve in de onderste nek ook in de achterste buikholte, dat assisteerde in de ademhaling. Dit is een sterke aanwijzing dat Giganotosaurus warmbloedig was. De enkele omvang van de volwassen dieren zou bij deze hoe dan ook tot een zekere mate van endothermie geleid hebben: het grote lichaam hield de warmte vast. De ondiepe borstkas wijst echter op een vrij klein hart- en longsysteem dat niet geoptimaliseerd is in het leveren van piekprestaties, wat de hypothese ondersteunt dat het dier geen gespecialiseerde renner was.

## Fylogenie
Giganotosaurus is als lid van de Carnosauria een verre verwant van Allosaurus. Coria & Salgado plaatsten Giganotosaurus in 1995 in de Tetanurae als zustergroep van de Allosauroidea sensu Holtz. Thomas Holtz zelf plaatste hem in 1996 binnen de Allosauroidea. Paul Sereno verfijnde de plaatsing in 1996 tot de Carcharodontosauridae. Coria & Currie maakten het in 2006 nog preciezer door een eigen Giganotosaurinae te bepalen waarin het een zustersoort zou zijn van Mapusaurus. Andere onderzoekers plaatsten Giganotosaurus voor wat betreft zijn nauwste verwantschappen echter in een Carcharodontosaurinae.
Een mogelijke stamboom die de positie van Giganotosaurus aangeeft, toont dit kladogram:
|  | Acrocanthosaurus |
|  |                  |
|  | Eocarcharia      |
|  |                  |

|                  | Carcharodontosaurus                                           |
|                  |                                                               |
| Giganotosaurinae | \| \| Giganotosaurus \| \| \| \| \| \| Mapusaurus \| \| \| \| |
|                  | \| \| Giganotosaurus \| \| \| \| \| \| Mapusaurus \| \| \| \| |
|                  | Giganotosaurus                                                |
|                  |                                                               |
|                  | Mapusaurus                                                    |
|                  |                                                               |

|  | Giganotosaurus |
|  |                |
|  | Mapusaurus     |
|  |                |

|                  | Carcharodontosaurus                                           |
|                  |                                                               |
| Giganotosaurinae | \| \| Giganotosaurus \| \| \| \| \| \| Mapusaurus \| \| \| \| |
|                  | \| \| Giganotosaurus \| \| \| \| \| \| Mapusaurus \| \| \| \| |
|                  | Giganotosaurus                                                |
|                  |                                                               |
|                  | Mapusaurus                                                    |
|                  |                                                               |

|  | Giganotosaurus |
|  |                |
|  | Mapusaurus     |
|  |                |

|  | Acrocanthosaurus |
|  |                  |
|  | Eocarcharia      |
|  |                  |

|                  | Carcharodontosaurus                                           |
|                  |                                                               |
| Giganotosaurinae | \| \| Giganotosaurus \| \| \| \| \| \| Mapusaurus \| \| \| \| |
|                  | \| \| Giganotosaurus \| \| \| \| \| \| Mapusaurus \| \| \| \| |
|                  | Giganotosaurus                                                |
|                  |                                                               |
|                  | Mapusaurus                                                    |
|                  |                                                               |

|  | Giganotosaurus |
|  |                |
|  | Mapusaurus     |
|  |                |

|                  | Carcharodontosaurus                                           |
|                  |                                                               |
| Giganotosaurinae | \| \| Giganotosaurus \| \| \| \| \| \| Mapusaurus \| \| \| \| |
|                  | \| \| Giganotosaurus \| \| \| \| \| \| Mapusaurus \| \| \| \| |
|                  | Giganotosaurus                                                |
|                  |                                                               |
|                  | Mapusaurus                                                    |
|                  |                                                               |

|  | Giganotosaurus |
|  |                |
|  | Mapusaurus     |
|  |                |

|  | Acrocanthosaurus |
|  |                  |
|  | Eocarcharia      |
|  |                  |

|                  | Carcharodontosaurus                                           |
|                  |                                                               |
| Giganotosaurinae | \| \| Giganotosaurus \| \| \| \| \| \| Mapusaurus \| \| \| \| |
|                  | \| \| Giganotosaurus \| \| \| \| \| \| Mapusaurus \| \| \| \| |
|                  | Giganotosaurus                                                |
|                  |                                                               |
|                  | Mapusaurus                                                    |
|                  |                                                               |

|  | Giganotosaurus |
|  |                |
|  | Mapusaurus     |
|  |                |

|                  | Carcharodontosaurus                                           |
|                  |                                                               |
| Giganotosaurinae | \| \| Giganotosaurus \| \| \| \| \| \| Mapusaurus \| \| \| \| |
|                  | \| \| Giganotosaurus \| \| \| \| \| \| Mapusaurus \| \| \| \| |
|                  | Giganotosaurus                                                |
|                  |                                                               |
|                  | Mapusaurus                                                    |
|                  |                                                               |

|  | Giganotosaurus |
|  |                |
|  | Mapusaurus     |
|  |                |

|  | Acrocanthosaurus |
|  |                  |
|  | Eocarcharia      |
|  |                  |

|                  | Carcharodontosaurus                                           |
|                  |                                                               |
| Giganotosaurinae | \| \| Giganotosaurus \| \| \| \| \| \| Mapusaurus \| \| \| \| |
|                  | \| \| Giganotosaurus \| \| \| \| \| \| Mapusaurus \| \| \| \| |
|                  | Giganotosaurus                                                |
|                  |                                                               |
|                  | Mapusaurus                                                    |
|                  |                                                               |

|  | Giganotosaurus |
|  |                |
|  | Mapusaurus     |
|  |                |

|                  | Carcharodontosaurus                                           |
|                  |                                                               |
| Giganotosaurinae | \| \| Giganotosaurus \| \| \| \| \| \| Mapusaurus \| \| \| \| |
|                  | \| \| Giganotosaurus \| \| \| \| \| \| Mapusaurus \| \| \| \| |
|                  | Giganotosaurus                                                |
|                  |                                                               |
|                  | Mapusaurus                                                    |
|                  |                                                               |

|  | Giganotosaurus |
|  |                |
|  | Mapusaurus     |
|  |                |

## Levenswijze

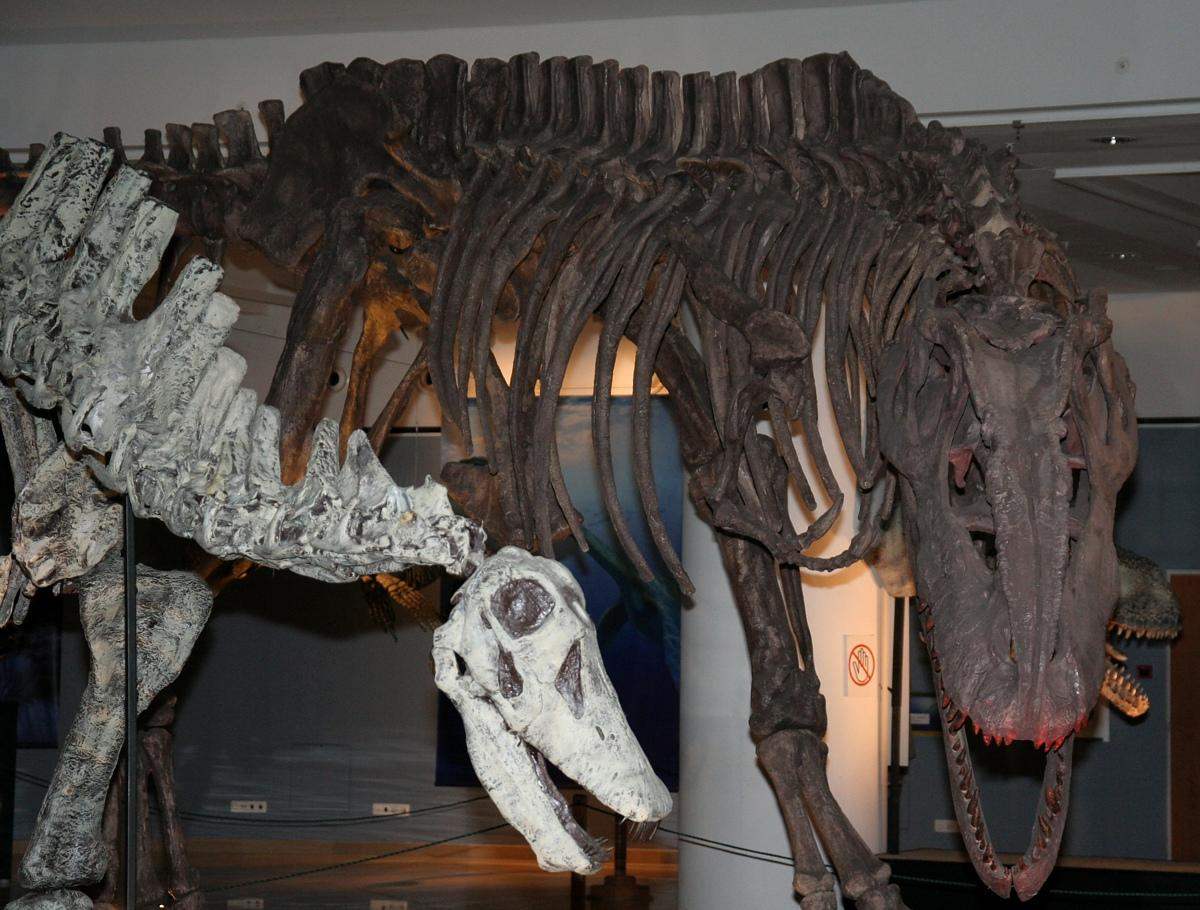
Giganotosaurus valt Limaysaurus, een kleinere sauropode, aan

Giganotosaurus leefde in een vrij droog en warm klimaat. Er was een kort nat seizoen maar het grootste deel van het jaar regende het maar spaarzaam zodat een slechts licht begroeid landschap ontstond waar alleen langs de rivieren oeverbossen groeiden. Giganotosaurus was de apexpredator van zijn leefgebied. Een kleinere theropode was daarin ook aanwezig: Ekrixinatosaurus. Vermoedelijk namen beide soorten een aparte niche in waarbij Giganotosaurus zich specialiseerde in het aanvallen van grote sauropoden, zoals de uit zijn formatie bekende reus Andesaurus en de kleinere Limaysaurus.

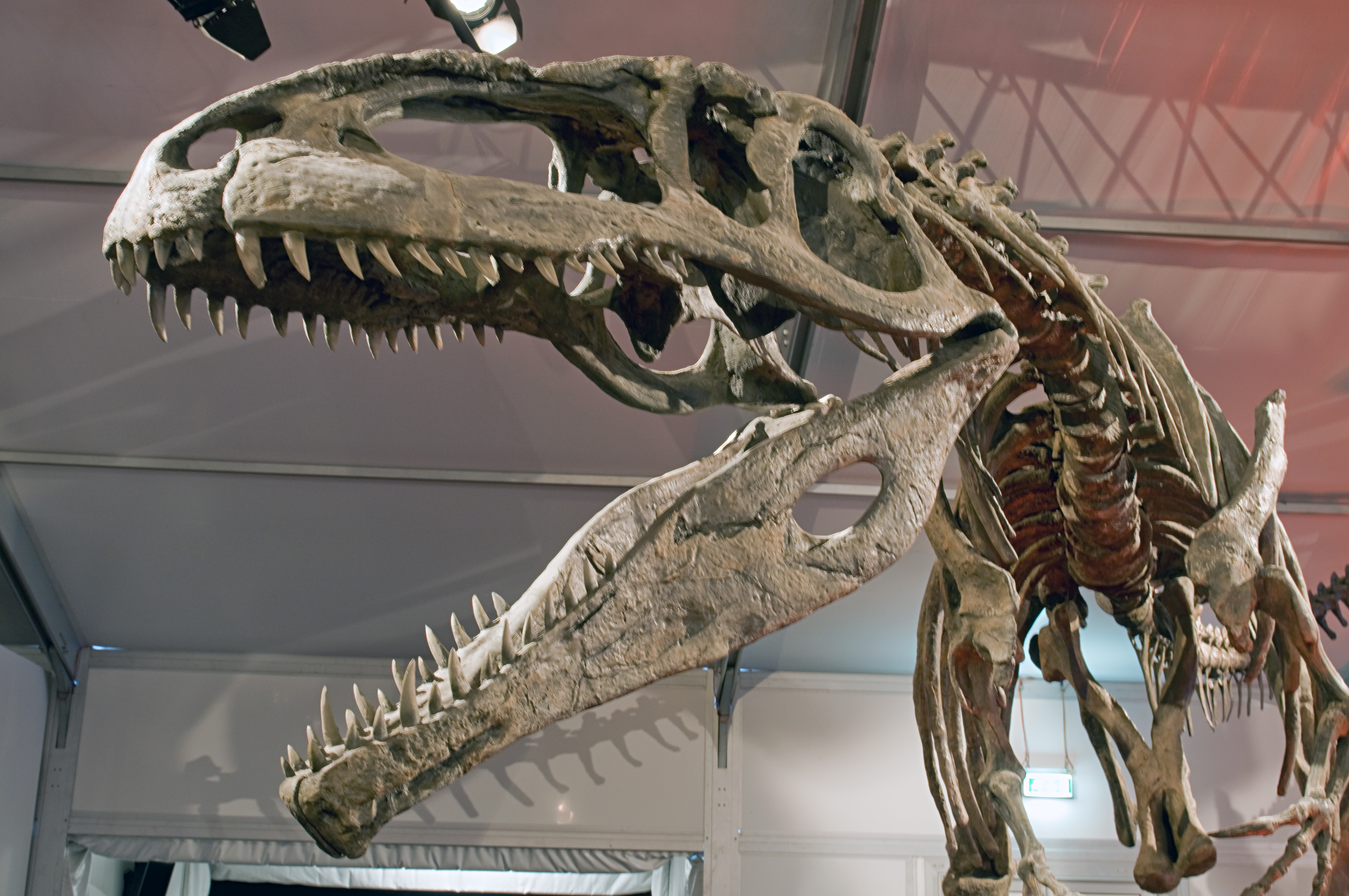
Giganotosaurus had sterke kaken maar kon toch veel minder hard bijten dan Tyrannosaurus

De jachttechniek was in wezen die van de meeste Carnosauria: het roofdier probeerde zich schuin achter het slachtoffer te positioneren waarna de kop zijwaarts uithaalde om met de lange kaken oppervlakkige verwondingen aan de romp en dijbenen toe te brengen wat net zo lang herhaald werd tot de prooi door bloedverlies of beschadigingen aan de beenspieren in elkaar stortte. Voor deze methode zijn geen speciaal lange tanden of een extreme bijtkracht nodig. Evenmin was het noodzakelijk erg hard te kunnen rennen want sauropoden konden alleen stappen en zich dus niet sneller voortbewegen dan een vijfentwintig kilometer per uur. Dit model past het beste bij de bekende kenmerken van Giganotosaurus: de kaken zijn zeer lang, de tanden zijn tamelijk plat om beter door vlees te kunnen snijden, de kaakspieren zijn niet extreem versterkt, romp en staart zijn lang, de achterpoten zijn tamelijk kort, matig gespierd en door hun spreiding en brede voeten gebouwd op stabiliteit in plaats van snelheid. Het vreemde schouderblad kan gediend hebben als versteviging van de borstkas bij botsingen met de zware sauropoden. In 2005 publiceerde Therrien een studie naar de bijtkracht van theropoden. Die van Giganotosaurus was in absolute zin zeer groot, vijf maal zo hoog als bij een alligator, maar relatief beperkt: Tyrannosaurus kon nog eens driemaal harder bijten. De meeste kracht kon worden uitgeoefend met de uiterste voorkant van de kaken wat gezien werd als een aanpassing om oppervlakkige wonden toe te brengen aan grotere prooien. De verbreding van de kaken vooraan zou, behalve voor de versteviging, mede dienen om kleinere prooien te hanteren.
Giganotosaurus is dus heel anders gebouwd dan Tyrannosaurus die zich gespecialiseerd had in het bejagen van redelijk snelle Ceratopidae als Triceratops die ook nog eens agressief het gevecht konden aangaan. Diens bouw is meer gedrongen zodat hij wendbaarder werd; de achterpoten zijn lang om de snelheid te verhogen; de tanden zijn lang en D-vormig in doorsnede om snel beslissende diepe wonden te kunnen toebrengen; de schedel is verbreed en versterkt om de bijtkracht te vergroten. Sinds 1995 heeft men zich vaak de vraag gesteld welke van de twee dieren de sterkste was waarbij typisch de conclusie getrokken werd dat Tyrannosaurus, immers aangepast aan het confronterend gevecht, het in zo'n direct gevecht van Giganotosaurus zou winnen. Wetenschappelijk gezien is dit probleem van weinig belang: de beide soorten waren geen tijdgenoten van elkaar en hadden ook geen leefgenoten in hun habitat die op elkaar leken. Dat laatste kwam weer doordat ze ieder erg efficiënt waren in het jacht maken op de belangrijkste prooidieren van hun leefgebied, die heel verschillende eigenschappen hadden.

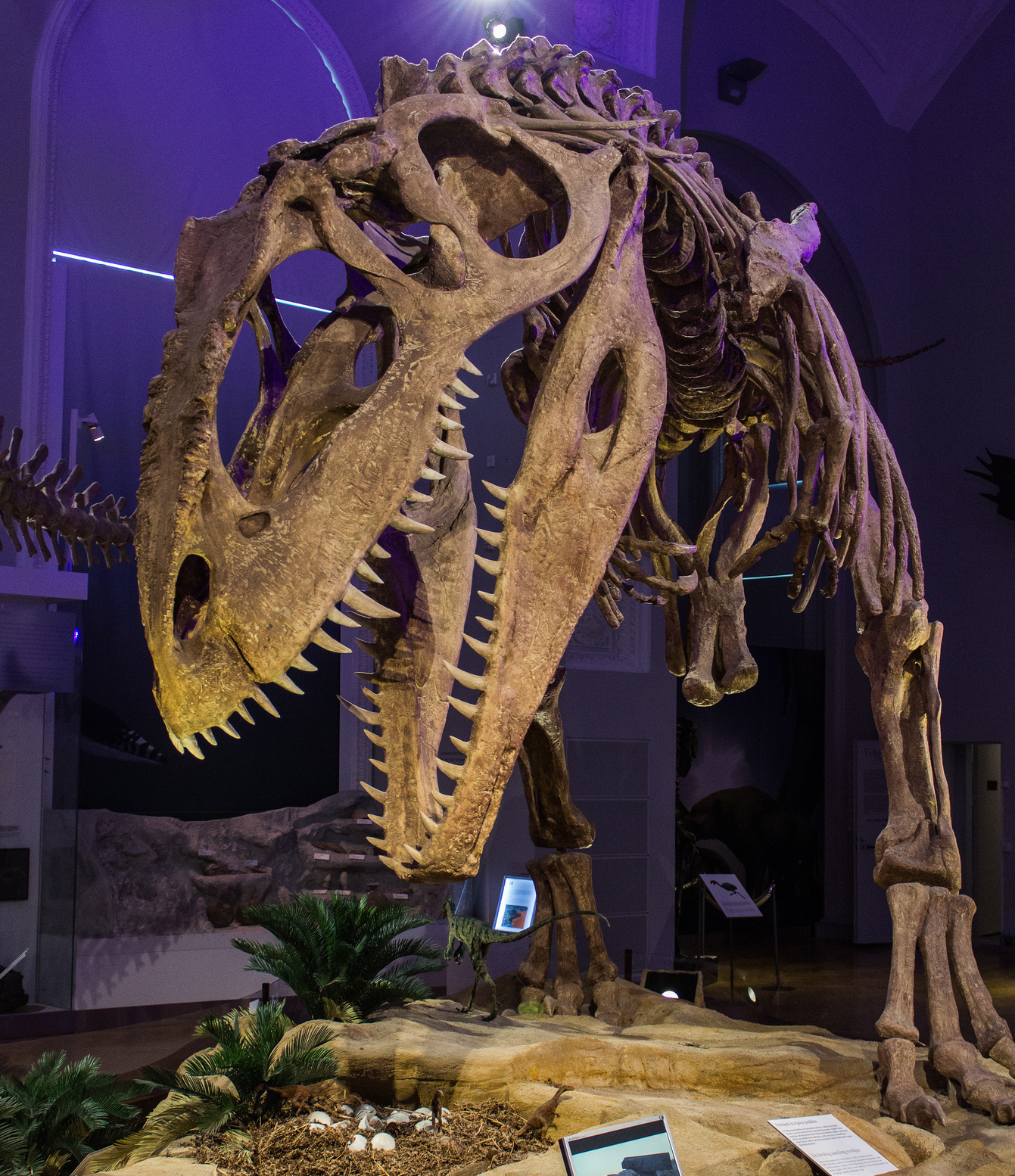
Een skelet van Giganotosaurus in Finland.

Een ander verschil tussen Giganotosaurus en Tyrannosaurus hangt hier misschien ook mee samen: de eerste had hersenen met een grootte die ongeveer normaal was voor een basale theropode; bij de laatste waren ze met 350 cm³ een 30% groter. Wellicht dat Tyrannosaurus een groter brein had vanwege zijn jachttactiek die meer flexibiliteit vereiste. Het is echter problematisch om voor Giganotosaurus het omgekeerde te beweren: dat deze weinig hersens nodig had omdat hij toch maar op domme langzame sauropoden joeg. De meeste theropoden van het Mesozoïcum hadden ongeveer dezelfde relatieve hersengrootte, ongeacht hun prooi. Coria & Currie berekenden vanuit de door hun geschatte herseninhoud van 275 cm³ voor Giganotosaurus zelfs een vrij hoog encefalisatiequotiënt van 1,9 maar gingen daarbij uit van een zeer lage gewichtsschatting van 4,16 ton. De reuklobben waren vrij lang wat wellicht duidt op een goede reuk; inclusief deze lobben is de breinlengte 18% groter dan die van Carcharodontosaurus.
In 2001 poogden Mazzetta en de ingenieur R. Ernesto Blanco een schatting te geven van de maximumsnelheid van Giganotosaurus. Ze concentreerden zich daarbij op de maximumlimiet voor de stabiliteit, die in gevaar kon komen als het tweevoetige dier door een te hoge snelheid niet meer in staat zou zijn de achterpoot op tijd weer te strekken, en berekenden dat een theropode ter grootte van Giganotosaurus en met een gewicht van negen ton zijn stabiliteit begon te verliezen bij veertien meter per seconde ofwel 50,4 kilometer per uur. Deze uitkomst moet gezien worden als een bovengrens en is daarbij problematisch doordat de onderzoekers uitgingen van een lage stapfrequentie omdat ze aannamen dat de achterpoot geheel gestrekt kon worden; in feite hielden theropoden de knie altijd gebogen aangezien deze ontwricht zou worden door een volledige strekking.

## Bekendheid
De ontdekking van een theropode groter dan Tyrannosaurus wekte veel ophef en in korte tijd is Giganotosaurus in een aantal documentaires verschenen.
- Beyond T.rex (1999) van Discovery Channel was de eerste. Hier wordt Giganotosaurus samen met Carcharadontosaurus beschreven.
- Land of Giants (2003), een special van de Britse serie Walking With Dinosaurs (1999), waarbij ook Argentinosaurus verschijnt als zijn reusachtige prooi. In feite waren beide soorten geen tijdgenoten.
- Giant Dinosaurs (2003) van Discovery Channel, over Giganotosaurus en Argentinosaurus, twee recordhouders die weer ten onrechte getoond worden als elkaars natuurlijke vijanden.

Electronic Arts en CapCom, twee bedrijven van PlayStationspellen, buitten de hype rond de nieuwe ontdekking ook uit. Electronic Arts toonde Giganotosaurus in Jurassic Park Warpath (1999), CapCom deed dat in Dino Crisis 2 (2000).
Jurassic World Domion, het zesde deel van de Jurassic Park franchise, gebruikte Giganotosaurus als de belangrijkste antagonist.